# Шабалин, Василий Васильевич
Василий Васильевич Шабалин — советский хозяйственный, государственный и политический деятель, Герой Социалистического Труда.

## Биография
Родился в 1931 году в деревне Полизалово. Член КПСС.
С 1948 года — на хозяйственной, общественной и политической работе. В 1948—1989 гг. — плотник-баржовик на Городецкой судоверфи, на срочной службе в рядах Советской Армии, плотник на судоремонтно-механическом заводе, в Городецкой межколхозной строительной организации, бригадир комплексной бригады межколхозной передвижной механизированной колонны Городецкого района Горьковской области.
Указом Президиума Верховного Совета СССР от 14 апреля 1981 года присвоено звание Героя Социалистического Труда с вручением ордена Ленина и золотой медали «Серп и Молот».
Избирался депутатом Верховного Совета СССР 11-го созыва. Делегат XXVI съезда КПСС.
Живёт в Городце.